# Jonathan Rowe
Jonathan David Henry Rowe (Londra, 30 aprile 2003) è un calciatore inglese, attaccante o ala dell'Olympique Marsiglia e della nazionale Under-21 inglese.

## Biografia
Nato a Londra, è cresciuto nel quartiere di Wembley.

## Caratteristiche tecniche
È un attaccante che opera principalmente da ala sinistra: dotato di estro, grande rapidità e buone doti tecniche, è in grado sia di creare opportunità per i compagni, sia di concludere in proprio, grazie al suo fiuto del gol.
Durante il suo periodo all'Olympique Marsiglia, si è distinto per il proprio impatto da sostituto a gara in corso.

## Carriera

### Club

#### Gli inizi e il Norwich City
Rowe inizia a giocare nell'AFC Wembley, squadra dell'omonimo quartiere londinese, prima di entrare a far parte del settore giovanile del Norwich City nel 2014. Dopo aver fatto tutta la trafila del vivaio dei Canaries, nell'ottobre del 2021 il giocatore firma il suo primo contratto da professionista con la società.
Il mese successivo, con l'arrivo di Dean Smith sulla panchina del Norwich (in sostituzione dell'esonerato Daniel Farke), Rowe inizia ad allenarsi con la prima squadra, venendo quindi aggregato in pianta stabile. Il 28 dicembre del 2021, a 18 anni, esordisce ufficialmente fra i professionisti, sostituendo Chrīstos Tzolīs al 68º minuto della partita di Premier League in casa del Crystal Palace, persa per 3-0: nell'occasione, diventa il giocatore più giovane a disputare un incontro della massima serie per i giallo-verdi, superando Darren Eadie. Nel gennaio del 2022, Rowe rinnova il proprio contratto con il Norwich fino al 30 giugno del 2025; nei mesi seguenti, con la partenza di Todd Cantwell, l'attaccante vede aumentare ulteriormente il proprio minutaggio; tuttavia, rimane coinvolto nella nuova retrocessione in Championship della squadra a fine stagione.
Per la maggior parte della stagione successiva, l'attaccante rimane indisponibile a causa di un infortunio alla caviglia, per poi rientrare in campo nell'aprile del 2023.
Il 5 agosto dello stesso anno, Rowe segna la sua prima rete fra i professionisti nell'incontro di campionato con l'Hull City, perso per 2-1. All'inizio dell'annata 2023-2024, l'attaccante mette a referto cinque reti nelle sue prime cinque presenze; viene dunque insignito del premio di Miglior giocatore giovane del mese di agosto 2023 dalla EFL. Lungo la stagione, mette a referto 13 reti e quattro assist in 38 presenze in tutte le competizioni.

#### Olympique Marsiglia
Il 23 agosto 2024, Rowe passa all'Olympique Marsiglia, in Ligue 1, in prestito con obbligo di riscatto, fissato a 17 milioni di sterline (circa 20 milioni di euro). Due giorni dopo, debutta con il club francese, subentrando ad Elye Wahi al 67° minuto dell'incontro di campionato con lo Stade Reims, pareggiato 2-2. Il 22 settembre seguente, dopo essere subentrato a Luis Henrique al 79º minuto della partita in casa dell'Olympique Lione, segna il gol della vittoria per 3-2 al 95º minuto, decidendo così lo Choc des Olympiques.
Il 1° agosto 2025 viene ufficialmente riscattato dall'OM per circa 15 milioni di euro. Ciò nonostante, a metà agosto, a seguito di una lite con il compagno di squadra Adrien Rabiot, viene messo fuori rosa.

### Nazionale
Nell'ottobre del 2023, Rowe riceve la sua prima convocazione con la nazionale Under-21 inglese, guidata da Lee Carsley, per due incontri di qualificazione agli Europei Under-21 del 2025 contro Serbia e Ucraina. Quindi, fa il suo debutto con i Tre Leoni nella prima delle due partite, il 12 ottobre seguente, subentrando a Liam Delap al 69º minuto di gioco; venti minuti più tardi, segna anche il suo primo gol con la rappresentativa, mettendo a referto il gol del 9-1 finale.
Nel 2025 partecipa agli Europei Under-21 e vince il torneo con la Nazionale U21 inglese grazie al suo gol del 3 a 2 segnato nei tempi supplementari in finale contro la Germania U21.

## Statistiche

### Presenze e reti nei club
Statistiche aggiornate al 1° agosto 2025.
| Stagione                   | Squadra                    | Campionato                 | Campionato | Campionato | Coppe nazionali | Coppe nazionali | Coppe nazionali | Coppe continentali | Coppe continentali | Coppe continentali | Altre coppe | Altre coppe | Altre coppe | Totale | Totale |
| Stagione                   | Squadra                    | Comp                       | Pres       | Reti       | Comp            | Pres            | Reti            | Comp               | Pres               | Reti               | Comp        | Pres        | Reti        | Pres   | Reti   |
| -------------------------- | -------------------------- | -------------------------- | ---------- | ---------- | --------------- | --------------- | --------------- | ------------------ | ------------------ | ------------------ | ----------- | ----------- | ----------- | ------ | ------ |
| 2020-2021                  | Norwich City               | FLC                        | 0          | 0          | FACup+CdL       | 0               | 0               | -                  | -                  | -                  | EFLTrophy   | 2           | 0           | 2      | 0      |
| 2021-2022                  | Norwich City               | PL                         | 13         | 0          | FACup+CdL       | 2+0             | 0+0             | -                  | -                  | -                  | -           | -           | -           | 15     | 0      |
| 2022-2023                  | Norwich City               | FLC                        | 3          | 0          | FACup+CdL       | 0+0             | 0+0             | -                  | -                  | -                  | -           | -           | -           | 3      | 0      |
| 2023-2024                  | Norwich City               | FLC                        | 32+2       | 12+0       | FACup+CdL       | 2+2             | 0+1             | -                  | -                  | -                  | -           | -           | -           | 38     | 13     |
| Totale Norwich City        | Totale Norwich City        | Totale Norwich City        | 50         | 12         |                 | 6               | 1               |                    | -                  | -                  |             | 2           | 0           | 58     | 13     |
| 2024-2025                  | Olympique Marsiglia        | L1                         | 28         | 3          | CF              | 2               | 0               | -                  | -                  | -                  | -           | -           | -           | 30     | 3      |
| 2025-2026                  | Olympique Marsiglia        | L1                         | -          | -          | CF              | -               | -               | UCL                | -                  | -                  | SF          | -           | -           | -      | -      |
| Totale Olympique Marsiglia | Totale Olympique Marsiglia | Totale Olympique Marsiglia | 28         | 3          |                 | 2               | 0               |                    | -                  | -                  |             | -           | -           | 30     | 3      |
| Totale carriera            | Totale carriera            | Totale carriera            | 78         | 15         |                 | 8               | 1               |                    | -                  | -                  |             | 2           | 0           | 88     | 16     |

### Cronologia presenze e reti in nazionale
| Cronologia completa delle presenze e delle reti in nazionale ― Inghilterra under 21 | Cronologia completa delle presenze e delle reti in nazionale ― Inghilterra under 21 | Cronologia completa delle presenze e delle reti in nazionale ― Inghilterra under 21 | Cronologia completa delle presenze e delle reti in nazionale ― Inghilterra under 21 | Cronologia completa delle presenze e delle reti in nazionale ― Inghilterra under 21 | Cronologia completa delle presenze e delle reti in nazionale ― Inghilterra under 21 | Cronologia completa delle presenze e delle reti in nazionale ― Inghilterra under 21 | Cronologia completa delle presenze e delle reti in nazionale ― Inghilterra under 21 |
| Data                                                                                | Città                                                                               | In casa                                                                             | Risultato                                                                           | Ospiti                                                                              | Competizione                                                                        | Reti                                                                                | Note                                                                                |
| ----------------------------------------------------------------------------------- | ----------------------------------------------------------------------------------- | ----------------------------------------------------------------------------------- | ----------------------------------------------------------------------------------- | ----------------------------------------------------------------------------------- | ----------------------------------------------------------------------------------- | ----------------------------------------------------------------------------------- | ----------------------------------------------------------------------------------- |
| 12-10-2023                                                                          | Nottingham                                                                          | Inghilterra under 21                                                                | 9 – 1                                                                               | Serbia under 21                                                                     | Qual. Europeo Under-21 2025                                                         | 1                                                                                   | 68’                                                                                 |
| 16-10-2023                                                                          | Košice                                                                              | Ucraina under 21                                                                    | 3 – 2                                                                               | Inghilterra under 21                                                                | Qual. Europeo Under-21 2025                                                         | -                                                                                   | 73’                                                                                 |
| 6-9-2024                                                                            | Ballymena                                                                           | Irlanda del Nord under 21                                                           | 0 – 0                                                                               | Inghilterra under 21                                                                | Qual. Europeo Under-21 2025                                                         | -                                                                                   | 59’                                                                                 |
| 9-9-2024                                                                            | Luton                                                                               | Inghilterra under 21                                                                | 4 – 1                                                                               | Austria under 21                                                                    | Amichevole                                                                          | -                                                                                   | 71’                                                                                 |
| 12-6-2025                                                                           | Dunajská Streda                                                                     | Rep. Ceca under 21                                                                  | 1 – 3                                                                               | Inghilterra under 21                                                                | Europeo Under-21 2025 - 1º turno                                                    | 1                                                                                   | 69’                                                                                 |
| 15-6-2025                                                                           | Nitra                                                                               | Inghilterra under 21                                                                | 0 – 0                                                                               | Slovenia under 21                                                                   | Europeo Under-21 2025 - 1º turno                                                    | -                                                                                   | 65’                                                                                 |
| 18-6-2025                                                                           | Nitra                                                                               | Inghilterra under 21                                                                | 1 – 2                                                                               | Germania under 21                                                                   | Europeo Under-21 2025 - 1º turno                                                    | -                                                                                   | 46’                                                                                 |
| 21-6-2025                                                                           | Trnava                                                                              | Spagna under 21                                                                     | 1 – 3                                                                               | Inghilterra under 21                                                                | Europeo Under-21 2025 - Quarti di finale                                            | -                                                                                   | 52’ 86’                                                                             |
| 25-6-2025                                                                           | Bratislava                                                                          | Inghilterra under 21                                                                | 2 – 1                                                                               | Paesi Bassi under 21                                                                | Europeo Under-21 2025 - Semifinale                                                  | -                                                                                   | 78’                                                                                 |
| 28-6-2025                                                                           | Bratislava                                                                          | Inghilterra under 21                                                                | 3 – 2 dts                                                                           | Germania under 21                                                                   | Europeo Under-21 2025 - Finale                                                      | 1                                                                                   | 91’                                                                                 |
| Totale                                                                              |                                                                                     | Presenze                                                                            | 10                                                                                  |                                                                                     | Reti                                                                                | 3                                                                                   |                                                                                     |

## Palmarès

### Nazionale
- Campionato d'Europa Under-21: 1

Slovacchia 2025